# Méthode de Jacobi
La méthode de Jacobi, due au mathématicien allemand Karl Jacobi, est une méthode itérative de résolution d'un système matriciel de la forme Ax = b. Pour cela, on utilise une suite x(k) qui converge vers un point fixe x, solution du système d'équations linéaires.

## Principe de construction
On cherche à construire, pour x(0) donné, la suite x(k + 1) = F(x(k)) avec {\displaystyle k\in \mathbb {N} }.
On décompose donc la matrice A sous une forme A=M–N où M est une matrice inversible.
{\displaystyle {\begin{matrix}Ax=b\Leftrightarrow Mx=Nx+b\Leftrightarrow &x&=&M^{-1}Nx+M^{-1}b\\&&=&F(x)\end{matrix}}}
où F est une fonction affine. La matrice B = M–1N est alors appelée matrice de Jacobi.
Cependant, l'algorithme qui suit n'est valable que si la matrice A est à diagonale strictement dominante sur les lignes (si la matrice M est diagonale, sinon se référer à la section convergence).

### Algorithme
{\displaystyle \left\{{\begin{array}{l}x^{(0)}\;{\mbox{connu}}\\x^{(k+1)}=Bx^{(k)}+M^{-1}b\end{array}}\right.}

### Erreur et convergence
Si x est solution de Ax=b alors il vérifie
{\displaystyle x=Bx+M^{-1}b} .
Soit e(k) le vecteur erreur
{\displaystyle e^{(k+1)}=x^{(k+2)}-x^{(k+1)}=B(x^{(k+1)}-x^{(k)})=Be^{(k)}}
ce qui donne 
{\displaystyle e^{(k+1)}=Be^{(k)}=B^{k+1}e^{(0)}}.
L'algorithme converge si {\displaystyle \lim _{k\to \infty }\|e^{(k)}\|=0\Longleftrightarrow \lim _{k\to \infty }\|B^{k}\|=0} (c-à-d. Bk  tend vers la matrice nulle).
Théorème — Une condition nécessaire et suffisante pour que {\displaystyle \lim _{k\to \infty }\|B^{k}\|=0} est que le rayon spectral (plus grande valeur propre en module) de B soit strictement inférieur à 1.
Théorème — La méthode converge quel que soit x(0) pour les systèmes linéaires dont la matrice est à diagonale strictement dominante.

## Méthode de Jacobi
On décompose la matrice A de la façon suivante : A=D – E – F avec D la matrice diagonale de A, –E la matrice triangulaire inférieure de A de diagonale nulle et –F la matrice triangulaire supérieure de diagonale nulle. Dans la méthode de Jacobi, on choisit M=D et N=E+F (dans la méthode de Gauss-Seidel, M=D – E et N=F).
{\displaystyle x^{(k+1)}=D^{-1}(E+F)x^{(k)}+D^{-1}b}
{\displaystyle x_{i}^{(k+1)}=\cdots x_{i}^{(k)}+{\frac {b_{i}}{a_{ii}}}} avec

 pour la ligne i de D–1(E+F) : {\displaystyle -\left({\frac {a_{i,1}}{a_{i,i}}},\cdots ,{\frac {a_{i,i-1}}{a_{i,i}}},0,{\frac {a_{i,i+1}}{a_{i,i}}},\cdots ,{\frac {a_{i,n}}{a_{i,i}}}\right)}
{\displaystyle x_{i}^{(k+1)}=-{\frac {1}{a_{ii}}}\sum _{j=1 \atop j\neq i}^{n}a_{ij}x_{j}^{(k)}+{\frac {b_{i}}{a_{ii}}}}

### Vecteur résidu
Soit {\displaystyle r^{(k)}=De^{(k)}} le vecteur résidu. On peut écrire {\displaystyle x_{i}^{(k+1)}={\frac {r_{i}^{(k)}}{a_{i,i}}}+x_{i}^{(k)}} avec r(k)
i que l'on calcule de la manière suivante :
{\displaystyle r_{l}^{(k+1)}=-\sum _{j=1 \atop j\neq l}^{n}a_{l,j}{\frac {r_{j}^{(k)}}{a_{l,l}}}}.

### Test d'arrêt
Pour le test d'arrêt, on utilise l'erreur relative sur le vecteur résidu, ce qui donne, pour une précision donnée ε :
{\displaystyle {\frac {\|r^{(k)}\|}{\|b\|}}<\varepsilon }

## Coût
Cette méthode a un coût de l'ordre de 3n2+2n par itération. Elle converge moins vite que la méthode de Gauss-Seidel, mais est très facilement parallélisable.

## Applications
En 1932, l'ingénieur américain Hardy Cross a publié un article décrivant une méthode itérative de calcul des efforts dans les charpentes, qu'il appela « méthode de redistribution des moments », et qui est essentiellement une application de la méthode de Jacobi aux matrices de raideur de la résistance des matériaux. Par son interprétation mécanique intuitive, elle exerça une profonde influence à l'époque où se construisaient les gratte-ciels,. Au mois de novembre 1936, Cross étendit son application à la résolution des réseaux d'adduction d'eau et des circuits électriques. L'avènement des calculateurs électroniques a relégué cette technique au rang de curiosité académique, de même que la méthode de relaxation de Southwell, qui en est une généralisation ; elle conserve néanmoins un intérêt didactique pour l'étude de la statique.